# Escut de Benimantell
L'escut de Benimantell és un símbol representatiu oficial de Benimantell, municipi del País Valencià, a la comarca de la Marina Baixa. Té el següent blasonament:
| « | Escut ibèric, partit. Al primer quarter, faixat amb tres faixes de gules i tres d'argent, carregades aquestes darreres amb tres creuetes d'atzur. Al segon quarter, en camper de gules, un lleó i una graella, els dos d'or. Al timbre, una corona reial oberta. | » |

## Història
L'escut s'aprovà per Resolució de 3 de desembre de 1993, del conseller d'Administració Pública, publicada en el DOGV núm. 2.185, de 14 de gener de 1994.
El faixat de gules i argent amb les creuetes són les armories dels Palafox, antics marquesos d'Ariza i de Guadalest i senyors de Benimantell. La segona partició presenta els atributs de sant Llorenç (la graella) i sant Marc (el lleó), titulars de la parròquia.